# Districtul Djimla
Djimla este un district din provincia Jijel, Algeria.